# 水蝽
水蝽（学名：Mesovelia japonica）为水蝽科水蝽屬下的一个种。